# Warren Beatty
Henry Warren Beatty (Richmond, 30. ožujka 1937.), američki glumac, scenarist, redatelj i producent.

## Životopis

### Rani život i školovanje
Rođen je kao Henry Warren Beaty u Richmondu u Virginiji. Njegov otac, Ira Owens Beaty, bio je profesor psihologije, ravnatelj javne škole i agent za nekretnine, a njegova majka, Kathlyn Corinne (djevojački MacLean), profesorica drame; njegovi bake i djedovi također su bili profesori. Obitelj je bila baptistička. Njegov otac preselio je obitelj iz Richmonda u Norfolk, Virginia, a zatim u Arlington, Virginia gdje je postao ravnatelj srednje škole. Beattyjeva sestra, tri godine starija, je talentirana i nagrađivana glumica i spisateljica Shirley MacLaine.
Beatty je bio zvijezda momčadi američkog nogometa u srednjoj školi Washington-Lee u Arlingtonu. Ohrabren glumačkim uspjehom svoje sestre, koja je u to vrijeme postala holivudska zvijezda, odlučio je raditi kao pomoćni scenski radnik u National Theateru u Washingtonu, tijekom ljeta prije završne godine u srednjoj školi. To mu je pomoglo da uđe u kontakt s nekoliko afirmiranih glumaca. Nakon mature je odbio 10 sportskih stipendija kako bi se upisao u dramsku školu.
U školi drame Sveučilišta Northwestern je studirao glumu i režiju. Član je Sigma Chi bratstva. Odustao je od studija nakon prve godine kako bi se upisao Glumački konzervatorij Stelle Adler u New Yorku.
S 22 godine Beatty se pojavio u oko 40 manjih produkcija. 1960. je zaradio nominaciju za nagradu Tony za najboljeg glumca za izvedbu u drami A Loss of Roses Williama Ingea. Bit će to njegov jedini nastup na Broadwayu.

## Vojna služba
Pod svojim originalnim imenom Henry W. Beaty, Warren Beatty 11. veljače 1960. se prijavio u kalifornijsku Zrakoplovnu nacionalnu gardu. Pod identifikacijskim brojem 28 282 310, Beatty je bio neaktivni član garde stacioniran u bazi Zrakoplovne garde u Van Nuysu.
Zatim je poslan na bazičnu obuku u 162. taktičkoj kontrolnoj skupini. Beatty nikad nije pohađao ovu obuku, ali je u kolovozu 1960. ipak promaknut.
1. siječnja 1961., Beatty je otpušten iz Zrakoplovne nacionalne garde zbog fizičke nesposobnosti. Istodobno je otpušten iz Američkih zrakoplovnih rezervi. Kako je tijekom cijele službe bio neaktivan, Beatty nije dobio nijedno vojno odlikovanje.

### Karijera
Nakon nekoliko manjih uloga u televizijskim serijama kao što su Studio One (1957.), Playhouse 90 (1959.) i The Many Loves of Dobie Gillis (1959.), Beatty je ostvario svoj filmski debi pod režijom Elije Kazana u Sjaju u travi (1960.), zajedno s Natalie Wood. Film je postigao komercijalni uspjeh, a Beatty je nominiran za Zlatni globus u kategoriji najboljeg dramskog glumca. Nakon toga se pojavio u nekoliko filmova koji su prošli relativno nezapaženo. Tada, u 30. godini, zaradio je priznanja kritike i moć kao producent i zvijezda Bonnie i Clyde (1967.) koji je bio nominiran za deset Oscara.
Zbog svog rada na Bonnie i Clyde, Beatty se općenito smatra prethodnikom generacije Novog Hollywooda, koja uključuje redatelje kao što su Francis Ford Coppola, Steven Spielberg, George Lucas i Martin Scorsese.
Razmišljajući o debaklu filma Što ima novo, mačkice, gdje ga je preveslao Woody Allen i na kraju ga prisilio da napusti produkciju, Beatty je producirao Bonnie i Clyde kako bi kontrolirao projekte u koje je umiješan. Angažirao je neprovjerene scenariste Roberta Bentona i Davida Newmana, kao i redatelja Arthura Penna. Kontrolirao je svaki vid produkcije, uključujući glumce, scenarij i konačnu verziju filma, što će činiti do kraja karijere, bilo kao producent/redatelj ili samo producent. (U Bugsyju Beatty je bio taj koji je odlučio o konačnoj verziji filma, a ne redatelj Barry Levinson).
Bonnie i Clyde je postao blockbuster i kulturni kriterij za mladu kulturu te epohe. Film je, zajedno s Goli u sedlu, označio početak tzv. ere Novog Hollywooda, gdje su studiji davali veliku slobodu redateljima u ostvarivanju njihovih vizija. Općenito se smatra, da nije bilo Beattyja i njegove vizije izražene u Bonnie i Clyde, koji je kombinirao humor, nasilje i okrutni realizam, studiji nikad ne bi dopustili redateljima Novog Hollywooda da snimaju filmove po kojima su postali slavni, a stagnacija filmske industrije iz šezdesetih godina bi se nastavila i u sedamdesetima.
Beattyjevi sljedeći filmovi su bili McCabe i gđa. Miller (1971.), Ubojice i svjedoci (1974.), Holivudski frizer (1975.) i Nebo može čekati (1978.). Potonji je bio komercijalni trijumf kakav nije ostvario od Bonnie i Clyde. To je iskoristio kako bi snimio Crveni (1981.), povijesni spektakl o slavnom komunističkom novinaru Johnu Reedu u Oktobarskoj revoluciji. Film je osvojio nagrade za režiju (Beatty), fotografiju i najbolju sporednu glumicu (Maureen Stapleton), dok je glavnu nagradu izgubio od filma Vatrene kočije. Beatty je jedina osoba uz Orsona Wellesa koja je iste godine zaradila nominacije za glumu, režiju, scenarij i produkciju, a on je to ostvario dvaput, 1978. i 1981. 1987. je producirao visokobudžetni Ishtar i nastupio u njemu s Dustinom Hoffmanom. Kritika je pokopala film, a smatra se jednom od najvećih komercijalnih katastrofa u filmskoj povijesti.
1990. se vratio kad je producirao, režirao i nastupio u naslovnoj ulozi strip junaka Dicka Tracyja u istoimenom filmu. Film je bio jedan od najuspješnijih te godine, a bio je i najveći uspjeh u dotadašnjoj Beattyjevoj karijeri. Nikad poslije nije uspio postići takav uspjeh na kino-blagajnama.
Nakon toga je nastupio u ulozi stvarnog gangstera Bugsyja Siegela u biopicu Bugsy (1991.) s Annette Benning s kojom se 1992. oženio. S njom je ponovno nastupio u Ljubavnoj aferi (1994.). Posljednji film koji je napisao, producirao, režirao i nastupio u njemu bio je Bulworth (1998.). 2001. je nastupio u svom posljednjem filmu Ljubav i drugi poroci koji je postao jedna od najvećih komercijalnih katastrofa svih vremena. Snimljen je uz budžet od približno 90 milijuna dolara, a u Americi je zaradio samo 6,7 milijuna. Od tada Beatty više nije glumio ni u jednom filmu, ali je izrazio želju za povratkom.
Beattyju je 12. lipnja 2008. u Los Angelesu dodijeljena nagrada Američkog filmskog instituta za životno djelo, a na svečanosti su bili prisutni mnogi već nagrađeni i njegovi prijatelji. Svečanost je u srpnju 2008. emitirana na USA Networku.

### Privatni život
Beatty je imao nekoliko zvjezdanih veza sa svojim kolegicama iz filmova, uključujući Natalie Wood (Sjaj u travi), Julie Christie (McCabe i gđa. Miller, Holivudski frizer, Nebo može čekati), Diane Keaton (Crveni), Isabelle Adjani (Ishtar') i Madonnu (Dick Tracy).
1989. je snimio duet, "Now I'm Following You" s Madonnom za njezin album iz 1990., I'm Breathless.
10. ožujka 1992. se oženio s Annette Bening, svojom partnericom iz gangsterskog filma Bugsy. Imaju četvero djece: Kathlyn (1992.), Benjamina (1994.), Isabel (1996.) i Elle Corinne (2000.).
U svibnju 2005. je tužio Tribune Co. za odštetu od 30 milijuna dolara, tvrdeći kako još posjeduje prava na Dick Tracyja. Beatty je prava dobio 1985., a sada tvrdi da ih je sedamnaest godina poslije Tribune pripisao sebi kršenjem procedura. Dick Tracy je zaradio više od sto milijuna dolara od svog objavljivanja 1990., čime je postao najuspješniji Beattyjev film u karijeri.
2006. je proglašen počasnim predsjedavateljem Stella Adler Studio of Acting, naslijedivši Marlona Branda. 2007. je Udruženje stranih holivudskih novinara Beattyju dodijelilo nagradu Cecil B. DeMille, koju mu je na dodjeli Zlatnih globusa uručio Tom Hanks.

## Politički aktivizam
Kao dugogodišnji liberalni aktivist, Beatty je u raznim razdobljima bio iznimno aktivan u predsjedničkoj politici Demokratske stranke. 1968. je podržao senatora Roberta F. Kennedyja u njegovoj kampanji za predsjedničku nominaciju unutar stranke. Njegova uključenost u senatorovu kampanju, koja je uključivala držanje govora i prikupljanje sredstava, naprasno je prekinuta kad je Kennedyja ustrijelio i ubio Sirhan Sirhan iste noći kad je dobio ključne izbore u Kaliforniji.
Četiri godine poslije, Beatty se pridružio kampanji senatora Georgea McGoverna kao savjetnik. Kao dio takozvane "Malibu mafije," skupine holivudskih zvijezda koja je bila dio kandidatova "užeg kruga", Beatty je McGovernovu šefu kampanje Garyju Hartu dao savjet oko održavanja odnosa s javnošću koji je odigrao ključnu ulogu u organiziranju niza rock koncerata na kojima je prikupljeno više od milijun dolara za senatorovu kampanju.
1984., i ponovno 1988., Beatty je ponovno trebao igrati sličnu ulogu u Hartovoj vlastitoj predsjedničkoj kampanji. Hart, koji je do tada i sam postao senator, sprijateljio se s Beattyjem tijekom kampanje iz 1972., a prijateljstvo se u međuvremenu učvrstilo. Nakon što se Hartova kampanja raspala pod teretom optužbi za preljub s bivšom kraljicom ljepote Donnom Rice, zajednički prijatelj dvojca objasnio je zašto su bili tako bliski: "Gary je uvijek htio Warrenov život, a Warren je uvijek htio imati Garyjev. Bio je to spoj iz snova."
Beatty je tijekom ljeta 1999. ozbiljno razmatrao mogućnost da se sam kandidira za predsjedničku nominaciju Demokratske stranke. Nakon što je postalo jasno da će jedina dva konkurenta za nominaciju Demokratske stranke biti potpredsjednik Al Gore i bivši senator Bill Bradley iz New Jerseyja, Beatty je javno obznanio kako je razočaran izborom te je počeo aludirati kako bi se sam mogao kandidirati za nominaciju. Nakon sastanaka s nekoliko moćnih liberalnih aktivista i utjecajnih demokratskih operativaca, uključujući PR stručnjaka Pata Caddella, koji je prethodno radio za Harta, McGoverna, kalifornijskog guvernera Jerryja Browna i predsjednika Jimmyja Cartera, te marketinškim ekspertom Billom Hillsmanom, koji je radio za kampanje senatora Paula Wellstonea i guvernera Jesseja Venture, Beatty je u rujnu 1999. obznanio da se neće natjecati za nominaciju. Međutim, nastavili su mu se udvarati članovi druge političke stranke, Reformističke stranke, koji su tražili alternativu Patu Buchananu, konzervativcu koji je zamijenio stranke nakon poraza u natjecanju za predsjedničku nominaciju Republikanske stranke po treći put za redom. Usprkos čestim molbama guvernera Venture, magnata Donalda Trumpa i sindikalne kolumnistice Arianne Huffington, Beatty je odbio ući u utrku, a Buchanan je kasnije osvojio nominaciju Reformističke stranke.
Unatoč njegovoj odluci da se ne natječe za predsjednika 2000., Beatty je najavio kako bi se mogao natjecati kasnije, rekavši novinarima da će to učiniti ako pomisli kako bi "mogao izvršiti utjecaj na debatu". Kako je kalifornijskom guverneru Grayu Davisu opala popularnost među kalifornijskim glasačima, Beatty se zalagao protiv prijevremenih izbora 2003. Bio je Bio je glavni govornik na konvenciji Udruženja kalifornijskih medicinskih sestara 2005. te snimio radijske oglase kojima je poticao glasače da odbiju prijedloge guvernera Schwarzeneggera. Prijedlozi su odbijeni, što je pojačalo nagađanja da bi se Beatty mogao suprotstaviti Schwarzeneggeru na izborima 2006. Ali, početkom 2006.  Beatty je objavio kako se neće natjecati za demokratsku guvernersku nominaciju.
Beattyjevu najavljenu predsjedničku kandidaturu 2000. ismijao je Gary Trudeau u svojem stripu Doonesbury. U njemu, lik B.D. biva šokiran kad njegova žena Boopsie dobiva omotnicu za doprinos kampanji -  šala se sastojala u tome kako bi Beatty mogao skupiti milijune dolara kad bi svaki od njegovih prethodnih protivnika poslao dolar za njegovu kampanju. Kad ju potišteni B.D. upita zašto je hodala s njim, ona mu odgovara, "Pa, bile su to '70-te. Bilo je to kao kokain...susreo bi djevojku u kupaonici koja bi rekla, 'Hej, jesi li probala Warrena Beattyja?'
Beatty je svoja politička uvjerenja izrazio i kroz svoj lik, senatora Bulwortha, u filmu istog imena. Mnogi od pogleda lika vrlo su slični stvarnim Beattyjevim političkim uvjerenjima.
Na dodjeli Oscara 1999. nastala je velika kontroverza kad je nagrada za životno djelo trebala biti dodijeljena legendarnom filmskom redatelju Eliji Kazanu. Kazan je odao imena osumnjičenih komunista Odboru za neameričke djelatnosti 40 godina prije. Iako su mnogi uvjereni liberali (kao što su Ed Harris i Nick Nolte) odbili odati počast Kazanu, Beatty mu je zapljeskao.

## Filmografija
| Godina | Film                                       | Uloga                           | Bilješke |
| ------ | ------------------------------------------ | ------------------------------- | --- |
| 1961.  | Sjaj u travi                               | Bud Stamper                     | Zlatni globus za najperspektivnijeg glumca Nominiran — Zlatni globus za najboljeg glumca – drama |
| 1961.  | Rimsko proljeće gospođe Stone              | Paolo di Leo                    | |
| 1962.  | All Fall Down                              | Berry-Berry Willart             | |
| 1964.  | Lilith                                     | Vincent Bruce                   | |
| 1965.  | Mickey One                                 | Mickey One                      | |
| 1965.  | Promise Her Anything                       | Harley Rummell                  | |
| 1965.  | What's New Pussycat                        |                                 | (izvršni producent) (nepotpisan) |
| 1966.  | Kaleidoskop                                | Barney Lincoln                  | |
| 1967.  | Bonnie and Clyde                           | Clyde Barrow                    | (+ producent) Nominiran — Oscar za najboljeg glavnog glumca Nominiran — Oscar za najbolji film Nominiran — BAFTA za najboljeg glavnog glumca Nominiran — Zlatni globus za najboljeg glumca – drama |
| 1970.  | Jedina igra u gradu                        | Joe Grady                       | |
| 1971.  | McCabe i gđa. Miller                       | John McCabe                     | (+ scenarist) |
| 1971.  | $                                          | Joe Collins                     | |
| 1973.  | Year of the Woman                          |                                 | (dokumentarac) |
| 1974.  | Ubojice i svjedoci                         | Joseph Frady                    | |
| 1975.  | Holivudski frizer                          | George Roundy                   | (+ producent i ko-scenarist s Robertom Towneom) Nagrada Ceha američkih scenarista za najbolji originalni scenarij Nominiran — Oscar za najbolji originalni scenarij Nominiran — Zlatni globus za najboljeg glumca – komedija ili mjuzikl |
| 1975.  | Sreća                                      | Nicky Wilson                    | |
| 1978.  | Nebo može čekati                           | Joe Pendleton                   | (+ redatelj, producent i scenarist) Zlatni globus za najboljeg glumca – komedija ili mjuzikl Nagrada Saturn za najboljeg glumca (film) Nagrada Saturn za najbolji scenarij Nagrada Ceha američkih scenarista za najbolji adaptirani scenarij Nominiran — Oscar za najboljeg glavnog glumca Nominiran — Oscar za najbolji film Nominiran — Oscar za najboljeg redatelja Nominiran — Oscar za najbolji adaptirani scenarij Nominiran — Nagrada Ceha američkih redatelja za najboljeg redatelja Nominiran — Nagrada Saturn za najbolju režiju |
| 1981.  | Crveni                                     | John Reed                       | (+ redatelj, producent i scenarist) Oscar za najboljeg redatelja Nagrada David di Donatello za najboljeg producenta Nagrada Ceha američkih redatelja za najboljeg redatelja Zlatni globus za najboljeg redatelja Nagrada Udruženja filmskih kritičara Los Angelesa za najboljeg redatelja Nagrada Nacionalnog ureda za kritiku za najboljeg redatelja Nagrada Ceha američkih scenarista za najbolji originalni scenarij Nominiran — Oscar za najboljeg glavnog glumca Nominiran — Oscar za najbolji film Nominiran — Oscar za najbolji originalni scenarij Nominiran — BAFTA za najboljeg glavnog glumca Nominiran — Zlatni globus za najboljeg glumca – drama Nominiran — Zlatni globus za najbolji scenarij |
| 1984.  | George Stevens: A Filmmakers Journey       |                                 | (dokumentarac) |
| 1987.  | Ishtar                                     | Lyle Rogers                     | (+ producent) |
| 1990.  | Dick Tracy                                 | Dick Tracy                      | (+ producent i redatelj) |
| 1991.  | Madonna: Truth or Dare                     |                                 | (dokumentarac) |
| 1991.  | Bugsy                                      | Bugsy Siegel                    | (+ producent) Nagrada Nacionalnog ureda za kritiku za najboljeg glumca Nominiran — Oscar za najboljeg glavnog glumca Nominiran — Oscar za najbolji film Nominiran — Zlatni globus za najboljeg glumca – drama |
| 1992.  | Writing with Light: Vittorio Storaro       |                                 | (dokumentarac) |
| 1994.  | Ljubavna afera                             | Mike Gambril                    | (+ scenarist) |
| 1998.  | Bulworth                                   | Senator Jay Billington Bulworth | (+ producent, redatelj i scenarist) Nagrada Udruženja filmskih kritičara Los Angelesa za najbolji scenarij Nominiran — Oscar za najbolji originalni scenarij Nominiran — Nagrada Udruženja filmskih kritičara Chicaga za najbolji adaptirani scenarij Nominiran — Zlatni globus za najboljeg glumca – komedija ili mjuzikl Nominiran — Zlatni globus za najbolji scenarij Nominiran — Nagrada Satellite za najboljeg glumca - komedija ili mjuzikl Nominiran — Nagrada Ceha američkih scenarista za najbolji originalni scenarij |
| 1999.  | The Book That Wrote Itself                 |                                 | (cameo) |
| 2001.  | Ljubav i drugi poroci                      | Porter Stoddard                 | |
| 2003.  | Dean Tavoularis: The Magician of Hollywood |                                 | (dokumentarac) |
| 2005.  | One Bright Shining Moment                  |                                 | (dokumentarac) |

## Vanjske poveznice
- Warren Beatty u internetskoj bazi filmova IMDb-u (engl.)
- Warren Beatty na Internet Broadway Databaseu (engl.)